# کایرا زابجی
کایرا زابجی (انگلیسی: Kayra Zabcı؛ زادهٔ ۲۱ اوت ۲۰۰۱) بازیگر اهل ترکیه است. وی از سال ۲۰۱۳ میلادی تاکنون مشغول فعالیت بوده است.